# Bangabandhu-1
Bangabandhu-1 (BD-1) är den första geostationära kommunikationssatelliten från Bangladesh. Den är uppkallad efter Bangladeshs första president, Bangabandhu Sheikh Mujibur Rahman och sköts upp från Kennedy Space Center med en Falcon 9-raket den 11 maj 2018. Projektet initierades av Bangladesh Telecommunications Regulatory Commission (BTRC). Satelliten byggdes av Thales Alenia Space och är baserad på Spacebus-4000B2. Satelliten var den första nyttolast att skjutas upp av en Falcon 9 Block 5-raket. Med uppskjutningen blev Bangladesh det 57:e landet som självständigt driver en satellit i rymden.

## Bakgrund
Projektet genomförs av Bangladesh Telecommunication Regulatory Commission (BTRC) 2008 och arbetar hand i hand med USA-baserade Space Partnership International, LLC. Det statligt ägda Bangladesh Satellite Company Limited, BSCL (tidigare känt som Bangladesh Communication Satellite Company Limited, BCSCL) bildades med syftet att driva satelliten.
Satelliten utökar Ku-bandet och C-bandets täckning över hela Bangladesh och dess närliggande vatten som Bengalbukten, Nepal, Bhutan, Sri Lanka, Filippinerna, östra indiska stater (Västbengalen, Assam, Meghalaya, Mizoram, Tripura, Nagaland, Arunachal Pradesh) och Indonesien.

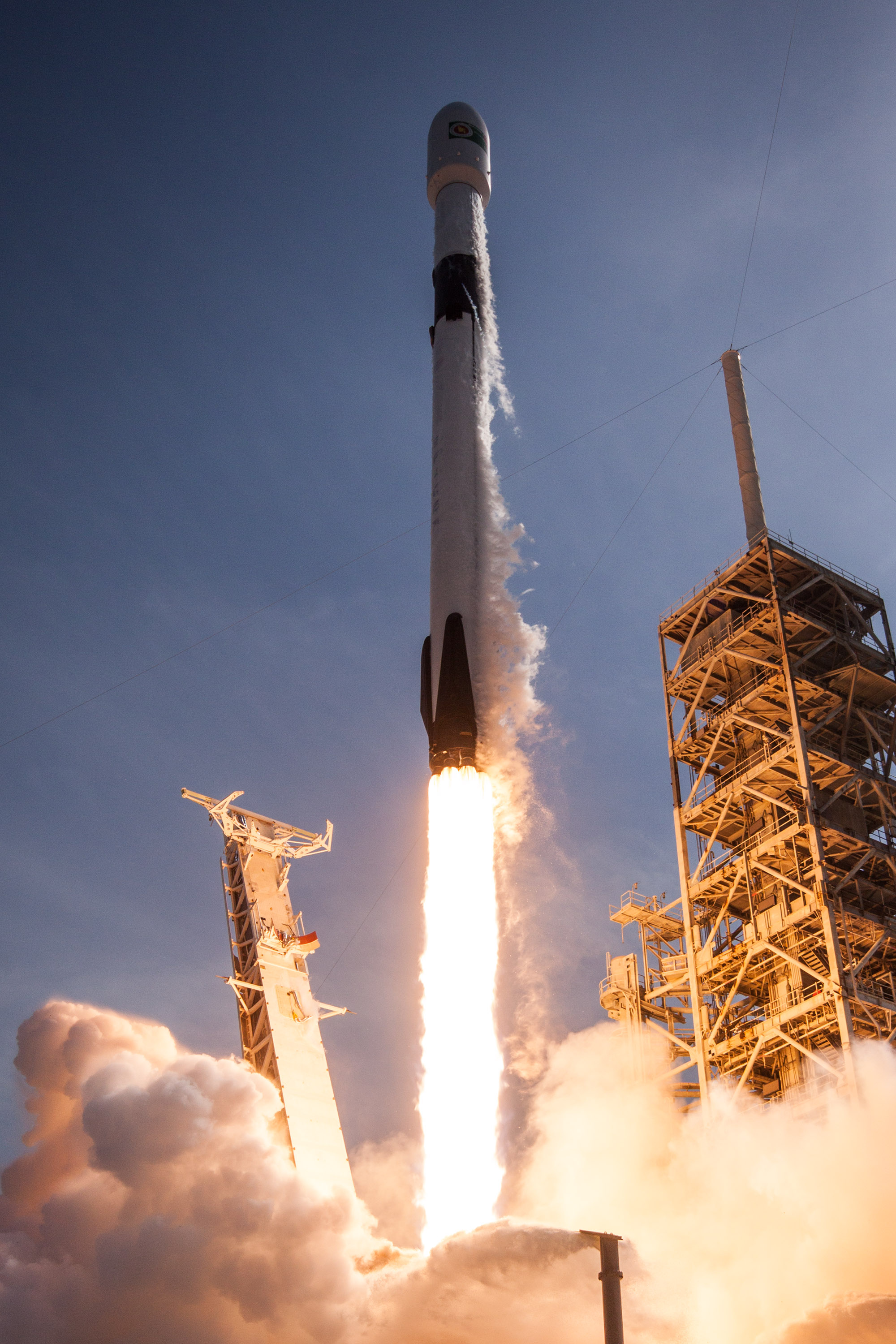
Uppskjutning av Bangabandhu-1.

Bangabandhu-1 var ursprungligen planerad att skjutas upp med en Arianespace Ariane 5 ECA- raket den 16 december 2017 för att fira Bangladeshs segerdag. Efter avsaknaden av fast garanti från Arianespace för det datumet, valde BTRC istället Falcon 9 som bärraket.Satelliten är nu placerad vid den geostationära luckan på 119,1° östlig longitud.

## Karta över satellitens position

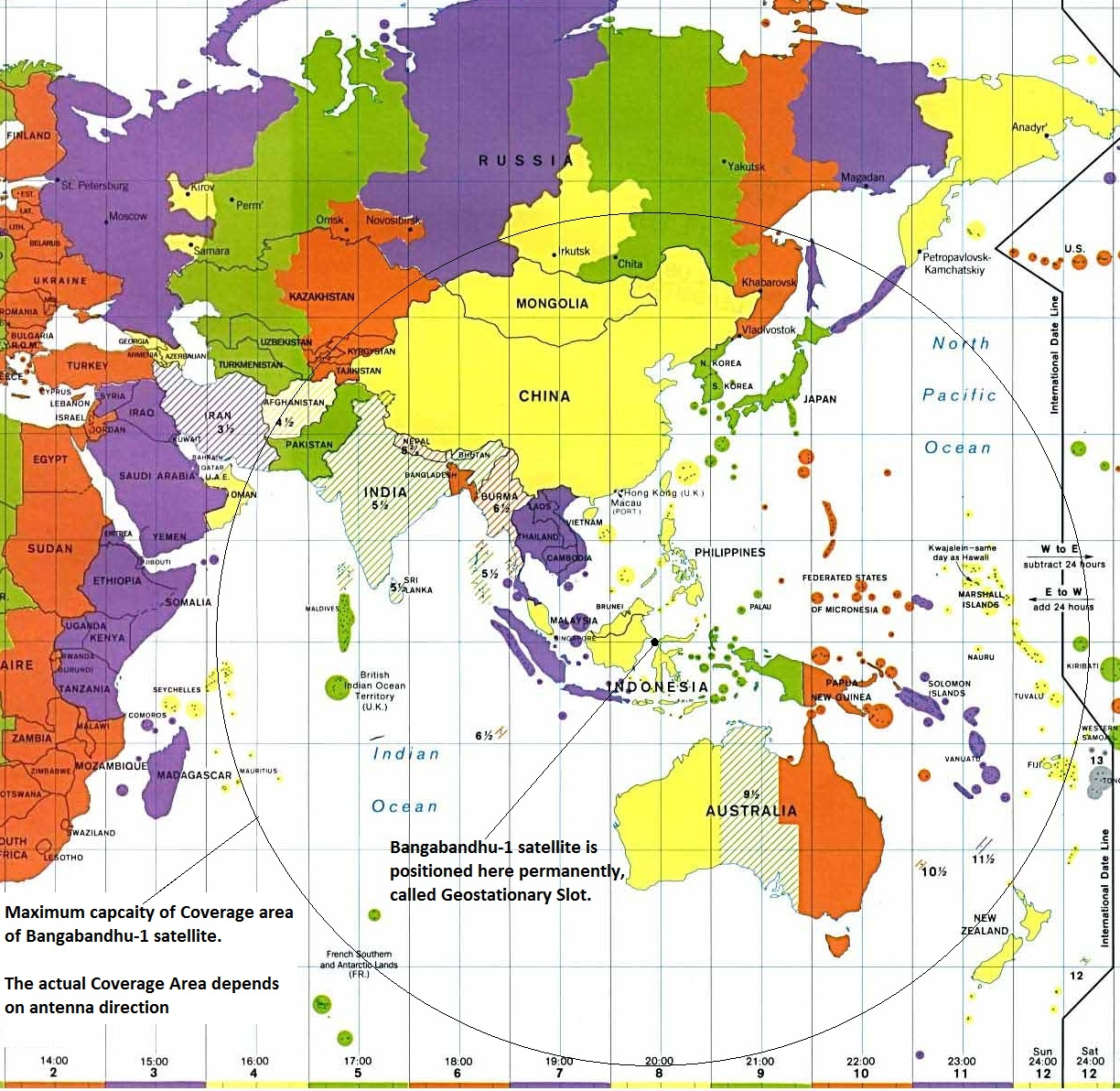
Bangabandhu Satellite-1:s position och dess täckningsyta 119,1°O.

## Konstruktion
Bangabandhu-1 konstruerades och tillverkades av Thales Alenia Space. Den totala kostnaden för satelliten beräknades bli 248 miljoner US-dollar 2015, finansierat genom ett lån på 188,7 miljoner dollar från HSBC Holdings plc. Satelliten bär totalt 40 Ku-bands- och C-bandstranspondrar med en kapacitet på 1 600 megahertz och en förväntad livslängd på över 15 år.

## Uppskjutning
Bangabandhu Satellite-1 sändes upp från Kennedy Space Center, USA, klockan 20:14 UTC den 12 maj 2018, med en SpaceX Falcon 9 bärraket. Det var den första nyttolasten som sändes upp med en Falcon 9 Block 5-raket.
Uppskjutningen av satelliten var ursprungligen planerad till den 10 maj 2018, men avbröts automatiskt när nedräkningen gick in i startfasen vid T-58 sekunder. Raketuppskjutningen försenades 24 timmar och genomfördes slutligen den 11 maj 2018.

## Drift

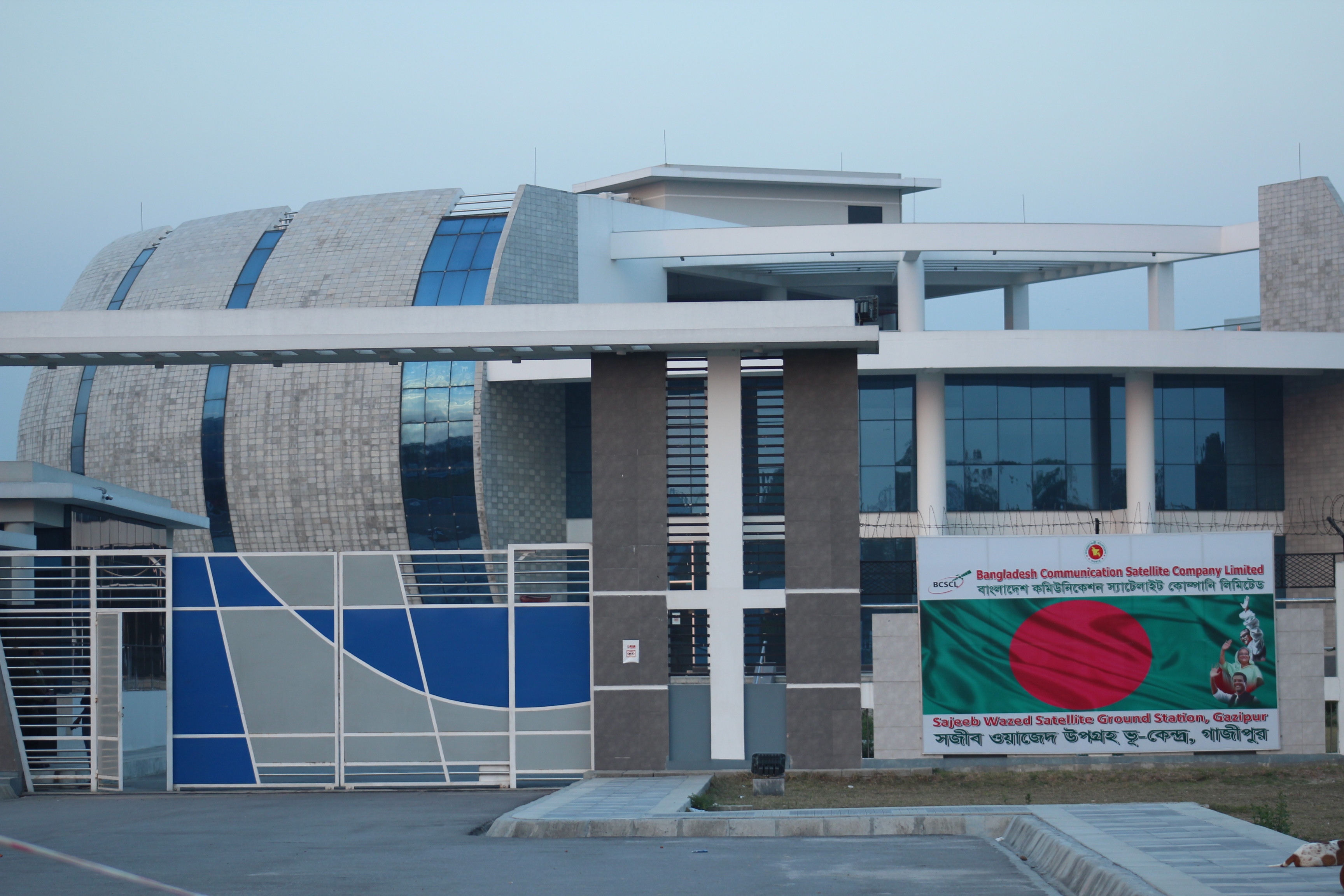
Bangabandhu-1 satellitmarkstation vid Gazipur

Satelliten använder markkontrollstationer byggda av Thales Alenia Space tillsammans med dess partner Spectra primära markstation i Gazipur. Sekundär markstation finns i Betbunia, Rangamati. Den första testsignalen efter driftsättningen togs emot av operatörerna den 12 maj 2018.